# Langues dayak des terres
Les langues dayak des terres sont un groupe de langues de la branche malayo-polynésienne des langues austronésiennes. 
Elles sont parlées par les Bidayuh, une population de Bornéo vivant à Kalimantan, la partie indonésienne de l'île, et dans l'État malaisien de Sarawak. 

## Classification
La classification des langues dayak des terres reste discutées. Pour Adelaar, Ross et Blust elles forment un groupe à part entière du malayo-polynésien occidental. Blust ne les inclut pas dans son groupe bornéo du Nord.
Une autre vision est l'analyse de 2008 de la « Base de données de Vocabulaire Austronésienne de Base » (Austronesian Basic Vocabulary Database) qui estime que le bekati' et les langues jagoi ne sont pas aussi étroitement liées les unes aux autres qu'elles ne le sont au barito et au sarawak du Nord. En effet, la confiance calculée que ces langues ont formé une unité valable était seulement de 56 %. 

## La question du substrat
Certains linguistes ont mis en évidence un substrat non-austronésien dans les langues Land Dayak, qu'on retrouve dans les langues asliennes des Orang Asli de la péninsule Malaise. Les langues asliennes appartiennent elles-mêmes à une tout autre famille linguistique, plus précisément à la branche môn-khmer des langues austroasiatiques. L'ethnologue français Bernard Sellato a relevé de son côté que certains mots de ce substrat non-austronésien se retrouve également dans les langues des Punan, qui appartiennent à un autre rameau malayo-polynésien.

## Liste des langues
Ces langues sont :
- biatah bidayuh
- rara bakati’
- Benyadu’,
- bau bidayuh
- bukar sadong bidayuh
- Land Dayak proprement dit,
- Djongkang,
- Jagoi,
- Kembayan,
- Lara’,
- Nyadu,
- Ribun,
- Sanggau,
- Sara,
- Semandang,
- Tringgus

- Locuteurs de langues dayak des terres.
- Bakati'.
- Bakati'.
- Benyadu'.